# لاركس إنترتينمنت
لاركس إنترتينمنت (باليابانية: 株式会社ラークスエンタテインメント) (بالإنجليزية: LARX Entertainment)‏ هو استوديو رسوم متحركة ياباني، تأسيس في 	يونيو 2006، ويقع مقره في نيريما، طوكيو. وهي شركة تابعة لاستوديو هيباري.

## أعمال الاستوديو

### مسلسلات أنمي تلفزيونية
- مونسونو (2012−2014)[3]

### أونا
- Soul Worker: Your Destiny Awaits

(2016)
- كينغان أشورا (2019)[5]

## وصلات خارجية
- الموقع الرسمي (باليابانية)

لاركس الترفيه على موقع ANN company (الإنجليزية)